# Casa de l'enginyer de les mines
La casa de l'enginyer de les mines és una obra del municipi d'Ogassa (Ripollès) inclosa en l'Inventari del Patrimoni Arquitectònic de Catalunya.

## Descripció
Aquesta és la construcció més noble de tota la Conca Minera de Surroca. És feta amb una tipologia de masia a quatre vents amb uns amples galeries al cantó de migdia.
Al seu interior trobem totes les mesures i tendències higienistes posades a debat a finals del segle xix.
També al seu interior són destacables la magnífica escala i l'artesanat del sostre.